# Betqua
Betqua est un réservoir qui se trouve dans le woreda d’Inderta au Tigré en Éthiopie. Le barrage a été construit en 1997 par SAERT.

## Caractéristiques du barrage
- Hauteur: 16 mètres
- Longueur de la crête: 284 mètres
- Largeur du déversoir: 20 mètres

## Capacité
- Capacité d’origine : 666 337 m3
- Tranche non-vidangeable : 133 267 m3
- Superficie : 13,7 ha

En 2002, l’espérance de vie du réservoir (la durée avant qu’il ne soit rempli de sédiments) était estimée à 23 années.

## Irrigation
- Périmètre irrigué planifié: 70 ha
- Aire irriguée réellement en 2002: 25 ha

## Environnement
Le bassin versant du réservoir a une superficie de 1,52 km2, et une longueur de 1 520 mètres. Le réservoir subit une sédimentation rapide. La lithologie du bassin est composée de Schistes d’Agula et Dolérite de Mekelle. Une partie des eaux du réservoir est perdue par percolation; un effet secondaire et positif est que ces eaux contribuent à la recharge des aquifères.